# Russel Friend
Russel Friend, detto Russ (...), è uno sceneggiatore e produttore televisivo statunitense.

## Carriera
Ha scritto e prodotto numerosi episodi di varie serie televisive, ricevendo tre candidature ai Primetime Emmy per il suo lavoro nella serie tv Dr. House - Medical Division.

## Filmografia

### Sceneggiatore
- Più forte ragazzi (3 episodi, 1998-1999)
- The Strip (1999)
- FreakyLinks (3 episodi, 2000-2001)
- Roswell (5 episodi, 2001-2002)
- Smallville (1 episodio, 2002)
- John Doe (5 episodi, 2002-2003)
- Boston Public (3 episodi, 2003-2004)
- LAX (3 episodi, 2004)
- Dr. House - Medical Division (11 episodi, 2005-2009)
- Altered Carbon (2 episodi, 2018)

### Produttore
- Roswell (2 episodi, 2001)
- John Doe (8 episodi, 2002)
- Boston Public (15 episodi, 2003-2004)
- LAX (9 episodi, 2004-2005)
- Dr. House - Medical Division (86 episodi, 2005-2009)
- Altered Carbon (7 episodi, 2018)